# Alexandre Nemirovski
Pour les articles homonymes, voir Nemirovski.
Alexandre Arkadievitch Nemirovski (en russe : Алекса́ндр Арка́дьевич Немиро́вский ; pseudonymes sur internet : Могултай, Mogultaj, Вираде, Wirade, Wiradhe, Wyradhe), né en 1968 à Moscou, est un historien, orientaliste, poète russe.
Spécialiste en histoire ancienne du Proche-Orient, de l'Asie de l'Ouest (Anatolie, Mésopotamie et de l'est du Bassin méditerranéen).
Nemirovski a publié une importante partie de ses recherches et de ses créations littéraires sur son site «Удел Могултая» et sur ses deux blogs personnels (LiveJournal).

## Formation
- Études à la Faculté d'histoire de l'Université d'État de Moscou de 1985 à 1992, interrompues pour effectuer son service dans l'Armée rouge en 1986—1988[1].
- Licencié en science historique en 1997. Le thème de son mémoire était : «"Ethnogenèse des Hébreux à la lumière des traditions patriarcales de la Genèse et de l'histoire politique du Proche-Orient dans l'antiquité».

## Activités professionnelles et scientifiques
De 1993 à 2000 il travailla comme professeur à la chaire d'histoire de l'antiquité à la Faculté d'histoire de l'Université d'État de Moscou , 
À partir de 2000, il devint collaborateur scientifique de l'Institut d'histoire de l' Académie des sciences de Russie.

## Récompenses
Son travail de fin d'étude : «"Ethnogenèse des Hébreux à la lumière des traditions patriarcales de la Genèse et de l'histoire politique du Proche-Orient dans l'antiquité» lui valut le prix de l'Académie des sciences de Russie en 2001.

## Famille
- Son père, Arkadi Nemirovski (né en 1947) est mathématicien[3],[4]. Il vit actuellement en Israël[5].

### Publications
- (ru)У истоков древнееврейского этногенеза. Ветхозаветное предание о патриархах и этнополитическая история Ближнего Востока. — М., 2001. — 268 c. —  (ISBN 5-85941-087-5)
- (ru)История древнего мира: Восток, Греция, Рим. — М.: Филологическое общество «Слово»; Эксмо, 2004. — 576 с. — (Серия «Высшее образование»). —  (ISBN 5-8123-0254-5 et 5-699-08311-1). — (Соавторы: И. А. Ладынин, С. В. Новиков, В. О. Никитин).
- (ru)Древний Восток: Учебное пособие для вузов. — М.: АСТ (издательство)|АСТ, Астрель, 2008. — 656 с. —  (ISBN 978-5-17-045827-1 et 978-5-271-17872-6). — (Соавторы: Н. В. Александрова, И. А. Ладынин, В. М. Яковлев)[6].
- (ru)История Древнего Востока. — М.: Дрофа (édition)|Дрофа, 2009. — 640 с. — (Серия «Высшее образование»). — (Соавторы: М. Д. Бухарин, И. А. Ладынин, Б. С. Ляпустин).

## Liens
- (ru) Автобиография
- (ru) Сайт Александра Немировского «Удел Могултая»
- (ru)interview sur You tube Александр Немировский появляется на 4 минуте 37 секунде

- (ru) Cet article est partiellement ou en totalité issu de l’article de Wikipédia en russe intitulé « Алекса́ндр Арка́дьевич Немиро́вский » (voir la liste des auteurs).